# 桑托韦尼亚德皮苏埃尔加
桑托韦尼亚德皮苏埃尔加，是西班牙卡斯蒂利亚-莱昂巴利亚多利德省的一个市镇。总面积14平方公里，总人口2551人（2001年），人口密度182人/平方公里。